# Meurtre de Hind Rajab
Le meurtre de Hind Rajab, une enfant palestinienne de six ans, par l'armée israélienne, survient le 29 janvier 2024 dans le quartier gazaoui de Tel al-Hawa. Il a lieu dans le contexte de la guerre de Gaza. La fillette est alors la seule survivante de tirs de chars israéliens sur le véhicule dans lequel elle s'est enfuie avec six proches.
La famille de Hind Rajab fuit le quartier de Tel Al-Hawa de la ville de Gaza lorsqu'un char de l'armée israélienne tire sur leur véhicule, tuant la tante, l'oncle et quatre cousins de Rajab. La seule autre survivante, sa cousine, âgée de 15 ans, appelle la Société du Croissant-Rouge palestinien pour obtenir de l'aide urgente lors d'un appel téléphonique enregistré, pleurant et criant que les forces israéliennes leur tirent dessus au milieu du bruit des coups de feu avant d'être elle-même tuée. Hind Rajab, six ans, est alors la seule survivante dans la voiture, entourée des cadavres de sa famille. Après un appel téléphonique d'urgence de trois heures avec le Croissant-Rouge, publié par la suite, Hind est malgré tout tuée par l'armée israélienne. Une ambulance du Croissant-Rouge est envoyée pour la secourir, mais elle est prise pour cible par les forces israéliennes, tuant deux secouristes du Croissant-Rouge, Yusuf Zeino et Ahmed al-Madhoun, lors d'une attaque délibérée selon l'organisation, et bien qu'Israël ait été informé de son envoi. 
Israël affirme que ses troupes ne se trouvaient pas à proximité du véhicule dans lequel Rajab a été tuée. Cependant, Al Jazeera et le Washington Post réfutent les affirmations israéliennes, fondant leurs enquêtes sur des images satellite,.

## Contexte
Avant le 7 octobre 2023, le conflit israélo-palestinien oppose Israël et le peuple palestinien, dont l'État hébreu ne reconnaît pas le droit à l'autodétermination. Le 7 octobre 2023, le Hamas attaque Israël, tuant environ 1 200 personnes, en majorité des civils, et prenant environ 250 otages. En réponse, Israël envahit Gaza, renforce son blocus, mène des bombardements massifs et réalise des déplacements forcés de population.
Le nord de Gaza est en grande partie déserté et bombardé en janvier 2024. Le système de santé à Gaza est au bord de l'effondrement en raison des attaques israéliennes et du manque de ressources. Le Nord de l'enclave palestinienne est particulièrement touché, car en décembre, aucun hôpital ne fonctionne dans la région en raison du manque de fournitures, de carburant et de personnel
L'État d'Israël est traduit devant la Cour internationale de justice le 29 décembre 2023 pour génocide, et le 26 janvier 2024, la Cour rend une ordonnance ordonnant à Israël de prendre toutes les mesures pour empêcher tout acte pouvant être considéré comme génocidaire,.

## Déroulement
Le 29 janvier 2024, Hind Rajab et six membres de sa famille fuient le quartier de Tel al-Hawa, dans la ville de Gaza,, un ordre d’évacuation ayant été donné par l’armée israélienne. Ils ne peuvent fuir vers le sud, conformémément à l’ordre, le quartier étant investi par les blindés israéliens. lorsqu'un char de l'armée israélienne tire sur leur véhicule, une Kia noire, tuant la tante, l'oncle et les quatre cousins de Rajab. La seule autre survivante, Layan Hamadeh, cousine de Hind Rajab, âgée de 15 ans, appelle la Société du Croissant-Rouge palestinien (PRCS) pour obtenir de l'aide. Hamadeh pleure, ajoutant : « Ils nous tirent dessus. Le char est juste à côté de moi. Nous sommes dans la voiture, le char est juste à côté de nous. ».
Toujours en ligne avec les secouristes en ligne, Layan Hamadeh est entendue crier alors qu'elle est tuée par des tirs de mitrailleuses qui visent la voiture,. Lorsque les opérateurs rappellent, Hind Rajab répond à l'appel, déclarant que tous les autres passagers de la voiture sont morts et que le char continue de s'approcher de la voiture. Elle reste en ligne avec le Croissant-Rouge pendant trois heures, disant au répartiteur : « J'ai si peur, s'il te plaît, viens. Viens, emmène-moi. S'il te plais, viendras-tu ? »,. Son grand-père déclare plus tard aux journalistes que Rajab a été blessée au dos, à la main et au pied. Rajab, à qui on a demandé de continuer à se cacher dans le véhicule, doit être secourue par une ambulance du Croissant-Rouge. L'enregistrement de l'appel téléphonique entre le Croissant-Rouge, Hamadeh et Rajab est publié par le Croissant-Rouge le 3 février 2024.
Alors que la zone est assiégée, le Croissant-Rouge prend contact avec le ministère de la Santé de Gaza et l'armée israélienne pour garantir un passage sûr à leur équipe d'ambulance pour secourir Hind Rajab. L'ambulance signale qu'ils sont visés par l'armée israélienne avec des lasers. Après des bruits de coups de feu ou d'explosion, la connexion est perdue,. Le sort de Rajab et des ambulanciers est alors inconnu. Douze jours plus tard, le 10 février 2024, la famille et des journalistes arrivent sur les lieux après le retrait de l'armée israélienne, découvrant la voiture avec les corps de Hind Rajab, Layan Hamadeh et le reste de la famille de son oncle. Les fenêtres sont arrachées et les portes couvertes d'impacts de balles. L'ambulance du Croissant-Rouge est retrouvée à environ cinquante mètres, détruite par un projectile israélien (probablement un obus de 120 mm), et deux ambulanciers, Yusuf al-Zeino et Ahmed al-Madhoun, sont également morts sur les lieux. Entre le 29 janvier et le 10 février, la Kia a été poussée sur le côté de la route, probablement par un bulldozer de combat israélien.

## Enquêtes
Un porte-parole des Tsahal affirme, après une enquête préliminaire, qu'il n'y avait aucun soldat de Tsahal à proximité du véhicule ou à portée de tir et qu'en raison du manque de troupes, la coordination des ambulances avec les troupes israéliennes n'était pas nécessaire pour sauver Hind Rajab. En réponse aux déclarations de Tsahal, Al Jazeera déclare : « Israël a l'habitude d'exempter rapidement ses troupes de tout acte répréhensible en cas d'abus contre les Palestiniens ». Une enquête d'Al Jazeera révèle en outre que trois chars israéliens se trouvent à proximité du véhicule familial au moment de l'attaque,.
Une enquête est confiée au mécanisme d'évaluation des faits de l'état-major général israélien, décrit comme un organisme militaire indépendant chargé d'enquêter sur les incidents inhabituels. Les États-Unis appellent également à ce qu'une enquête soit menée rapidement sur la mort de Hind Rajab, se déclarant « dévastés » par cet événement.
Une enquête du Washington Post d'avril 2024 contredit les déclarations de l'armée israélienne, concluant que des véhicules blindés israéliens se trouvaient effectivement à proximité de la voiture où le corps de Rajab a été retrouvé et que le trou de 300 mm sur l'ambulance du Croissant-Rouge correspond à un obus de char israélien. Le Washington Post confirme également que l'épave de l'ambulance a été retrouvée sur un itinéraire fourni par le COGAT, une branche du ministère israélien de la Défense qui coordonne les passages sécurisés des véhicules médicaux avec Tsahal.
Le 21 juin 2024, le groupe d'enquête Forensic Architecture publie une analyse sur le meurtre de Hind Rajab. L'analyse conclut que ce sont 335 balles qui ont touché le véhicule,. L'enquête indique : 

« En partant de la position du tank indiquée par le plus grand alignement entre l'entrée et la sortie des trous, nous sommes arrivés à la conclusion que le tireur devait avoir eu une vue claire sur la voiture et ses passagers. »

La même enquête conclut que des chars israéliens se trouvaient à proximité, que les balles ayant touché la voiture étaient probablement du 7,62 mm OTAN tirées par la mitrailleuse FN MAG de conception belge équipant les chars Merkava d’Israël. Le char d’où les tirs venaient se trouvait entre 13 et 23 mètres de la Kia.
Le 3 mai 2025, jour qui aurait marqué le septième anniversaire de Hind, la Fondation Hind Rajab a affirmé avoir identifié le commandant du bataillon responsable de la mort de Hind comme étant le lieutenant-colonel Beni Aharon de la 401e brigade blindée, et a déposé une plainte pour crimes de guerre contre lui auprès de la Cour pénale internationale.

## Réactions

### Efforts de recherche
La mort de Hind Rajab attire une attention internationale, avec des appels lancés par des militants et des organisations humanitaires pour aider à la retrouver et à la mettre en sécurité après sa disparition pendant 12 jours. Sa mère supplie la communauté internationale de ne pas oublier sa fille et de la ramener à la maison. Le Croissant-Rouge palestinien utilise ses comptes sur les réseaux sociaux pour publier des photos des ambulanciers et de Hind Rajab pendant plusieurs jours, tout en demandant des informations sur leur emplacement. Plusieurs agences de presse contactent l'armée israélienne pour commenter l'incident. Le 2 février 2024, l'armée israélienne déclare aux journalistes de CNN qu'elle n'est « pas au courant de l'incident ». Lorsqu'ils sont contactés à nouveau trois jours plus tard, ils indiquent qu'ils « étudient toujours la question ».

### Critiques d'Israël et du traitement médiatique
Après la découverte de son corps, de nombreuses personnalités pro-palestiniennes critiquent les médias occidentaux pour avoir déclaré que Rajab a été « retrouvée morte » sans attribuer sa mort à Israël, la comparant avec la couverture faite de la mort d'enfants lors de l'invasion russe de l'Ukraine. La mère de Rajab critique l'armée israélienne après la mort confirmée de sa fille, déclarant : « Combien de mères supplémentaires attendez-vous qui ressentent cette douleur ? Combien d'enfants supplémentaires voulez-vous tuer ? » Le Croissant-Rouge impute la responsabilité de l'incident à Israël, l'accusant d'avoir délibérément pris pour cible l'équipage de l'ambulance. Le ministère palestinien des Affaires étrangères appelle la Cour pénale internationale à demander des comptes aux responsables de la mort de Rajab. Le 13 février, le groupe de défense des droits humains Justice For All soumet une requête à la CPI, accusant Tsahal de multiples crimes de guerre dans l'affaire du meurtre de Hind Rajab.

### Commission d'enquête de l'ONU d'octobre 2024
Le meurtre de Hind Rajab est présent dans un rapport de la commission d'enquête de l'ONU, publié en octobre 2024 qui conclut à une « politique concertée d'Israël visant à détruire le système de santé de Gaza » comme un des « cas les plus flagrants » des crimes commis par l'armée israélienne. Le rapport affirme « sur la base de motifs raisonnables que la 162e division blindée de l'armée israélienne opérait dans la zone et qu'elle était responsable de la mort de la famille de sept personnes, du bombardement de l'ambulance et de la mort des deux ambulanciers qui se trouvaient à bord. Il s'agit de crimes de guerre pour homicide volontaire et attaque contre des biens civils ». 

## Hommages

### Aux États-Unis
En avril 2024, des étudiants manifestants pro-palestiniens participant à l'occupation du campus de l'université Columbia à New York prennent le contrôle du Hamilton Hall, un bâtiment universitaire situé sur le campus de Morningside Heights de l'université. Les étudiants déploient une grande banderole rebaptisant le bâtiment « Hind's Hall » en l'honneur du jeune enfant. Lors d'un segment sur CNN traitant du changement de nom du Hamilton Hall, l'animatrice Kasie Hunt explique aux téléspectateurs : « Hind est une référence à une femme qui a été tuée à Gaza. ». La description est critiquée et présentée comme un exemple du traitement des enfants palestiniens, désignés comme des adultes. La chaîne CNN est accusée de parti-pris pro-israélien.

### Fondation Hind Rajab
Une fondation qui porte son nom, la fondation Hind Rajab (FHR), est créée à la suite de sa mort, en septembre 2024. Elle est basée en Belgique. Elle revendique appartenir au Mouvement du 30 mars, un collectif d'organisations pro-palestiniennes. Son fondateur serait Dyab Abou Jahjah, un militant anti-israélien libanais.
L'organisation utilise le doxxing contre des soldats israéliens accusés de crimes de guerre, en se fondant sur les contenus publiés sur leurs réseaux sociaux. En novembre 2024, elle soumet à la Cour pénale internationale une liste de 1 000 soldats israéliens qu'elle accuse d'avoir commis des crimes à Gaza. En janvier 2025, un tribunal brésilien lance une procédure contre un soldat de Tsahal en vacances dans le pays, en se fondant sur les informations d'HRF.

### Dans les arts
En mai 2024, le rappeur américain Macklemore sort Hind's Hall, une chanson de protestation en l'honneur de Hind Rajab ainsi qu'en soutien aux manifestations étudiantes. Il dénonce la priorité prétendument accordée par l'industrie musicale à des « questions insignifiantes », telles que la querelle entre Drake et Kendrick Lamar plutôt qu'à l'invasion israélienne de la bande de Gaza. Dans le cadre de la sortie du morceau, Macklemore déclare également que tous les bénéfices générés par les écoutes seront reversés à l'UNRWA.
Le film The Night Won't End: Biden's War on Gaza est centré sur le meurtre d’Hind Rajab.
En 2025, la réalisatrice tunisienne Kaouther Ben Hania réalise La Voix de Hind Rajab, film en huis clos construit autour de l’enregistrement audio authentique de la fillette, la violence restant hors‑champ. L’œuvre est sélectionnée en compétition officielle de la 82e Mostra de Venise, en lice pour le Lion d’or.